# Älmhultagölen (Fryele socken, Småland)
Älmhultagölen är en sjö i Värnamo kommun i Småland och ingår i Lagans huvudavrinningsområde.